# Lee Kohlmar
Lee Kohlmar (27 février 1873 - 14 mai 1946) est un acteur et réalisateur allemand.

## Biographie
Lee Kohlmar apparaît dans 52 films entre 1916 et 1941. Il dirige également 9 films entre 1916 et 1921.
Né à Forth, il meurt à Hollywood en Californie d'un infarctus du myocarde.
Il est le père du producteur de cinéma Fred Kohlmar (1905-1969).

## Filmographie partielle
- 1920 : The Flaming Disc
- 1921 : The Cactus kid
- 1921 : Who Was the Man?
- 1921 : The Wild Wild West
- 1921 : Les Deux Orphelines de D. W. Griffith
- 1921 : Bandits Beware
- 1921 : The Man Who Woke Up
- 1921 : Beating the Game (en)
- 1923 : Potash et Perlmutter (Potash and Perlmutter) de Clarence G. Badger
- 1930 : Children of Pleasure
- 1930 : The Sins of the Children
- 1932 : Le Bel Étudiant (Huddle) de Sam Wood
- 1932 : Jewel Robbery de William Dieterle
- 1933 : Forgotten de Richard Thorpe
- 1935 : Ultime Forfait (Four Hours to Kill!) de Mitchell Leisen
- 1935 : Cœurs brisés de Philip Moeller
- 1936 : One More Spring de Henry King

## Source de la traduction
- (en) Cet article est partiellement ou en totalité issu de l’article de Wikipédia en anglais intitulé « Lee Kohlmar » (voir la liste des auteurs).